# Aire d'attraction de Chauffailles
L'aire d'attraction de Chauffailles est un zonage d'étude défini par l'Insee pour caractériser l’influence de la commune de Chauffailles sur les communes environnantes. Publiée en octobre 2020, elle se substitue à l'aire urbaine de Chauffailles, qui comportait 6 communes dans le zonage de 2010.

## Définition
L'aire d'attraction d'une ville est composée d’un pôle, défini à partir de critères de population et d’emploi ainsi que d’une couronne constituée des communes dont au moins 15 % des actifs travaillent dans le pôle. Le pôle d’attraction constitue ainsi un point de convergence des déplacements domicile-travail,.

## Géographie
L’aire d'attraction de Chauffailles est une aire inter-régionale qui comporte 9 communes : 8 situées en Saône-et-Loire et 1 dans la Loire (Saint-Germain-la-Montagne). 

### Carte

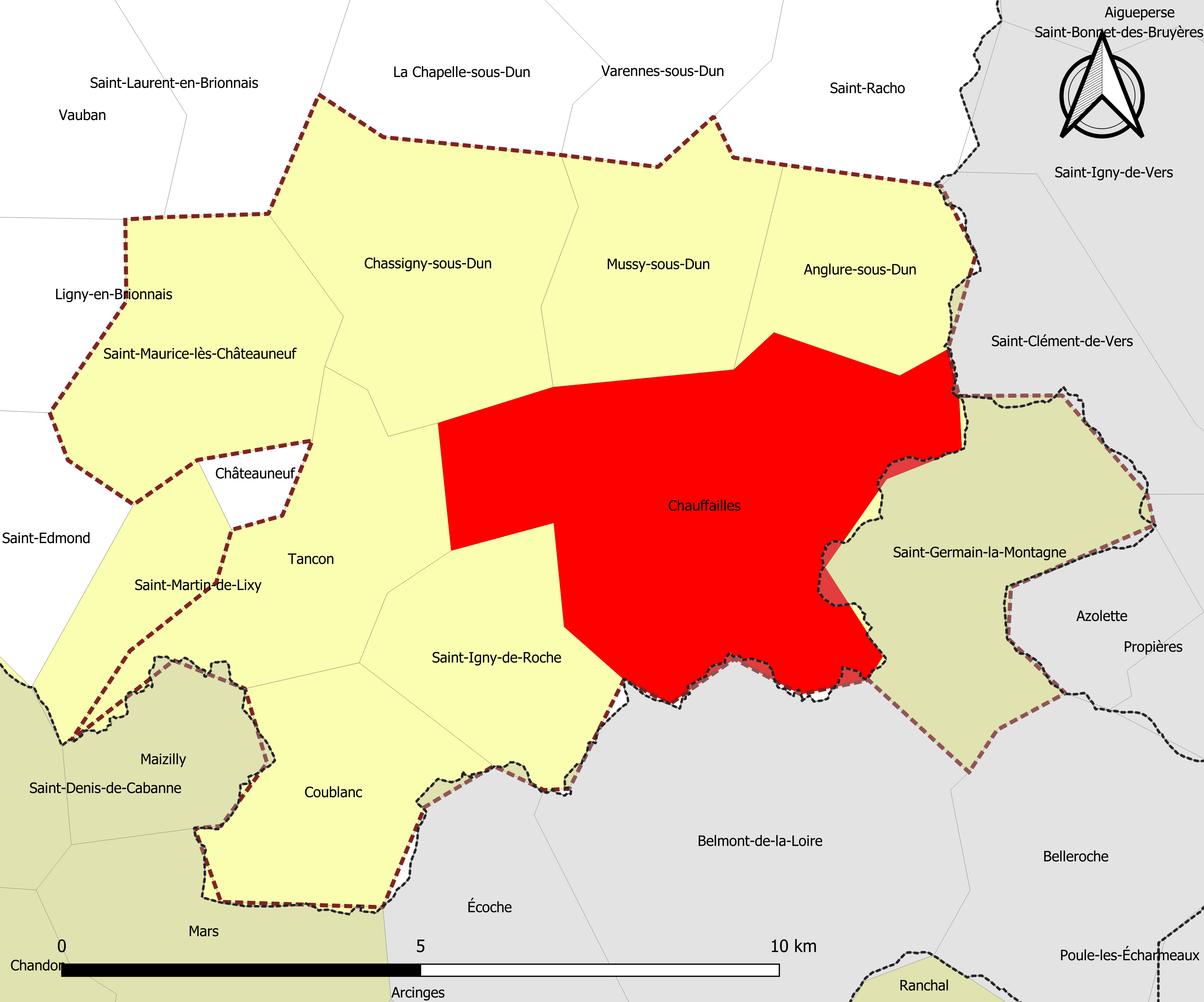
Carte de l'aire d'attraction de Chauffailles.
Commune-centre
Commune de la couronne

### Composition communale
| Nom                           | Code Insee | Département    | Statut                 | Superficie (km2) | Population (dernière pop. légale) | Densité (hab./km2) | Modifier                                    |
| ----------------------------- | ---------- | -------------- | ---------------------- | ---------------- | --------------------------------- | ------------------ | ------------------------------------------- |
| Chauffailles (commune-centre) | 71120      | Saône-et-Loire | commune-centre         | 22,63            | 3 656 (2022)                      | 162                | modifier les données · modifier les données |
| Saint-Germain-la-Montagne     | 42229      | Loire          | commune de la couronne | 12,54            | 215 (2022)                        | 17                 | modifier les données · modifier les données |
| Anglure-sous-Dun              | 71008      | Saône-et-Loire | commune de la couronne | 7,00             | 146 (2022)                        | 21                 | modifier les données · modifier les données |
| Chassigny-sous-Dun            | 71110      | Saône-et-Loire | commune de la couronne | 13,28            | 558 (2022)                        | 42                 | modifier les données · modifier les données |
| Coublanc                      | 71148      | Saône-et-Loire | commune de la couronne | 8,76             | 839 (2022)                        | 96                 | modifier les données · modifier les données |
| Mussy-sous-Dun                | 71327      | Saône-et-Loire | commune de la couronne | 10,00            | 330 (2022)                        | 33                 | modifier les données · modifier les données |
| Saint-Igny-de-Roche           | 71428      | Saône-et-Loire | commune de la couronne | 7,94             | 776 (2022)                        | 98                 | modifier les données · modifier les données |
| Saint-Maurice-lès-Châteauneuf | 71463      | Saône-et-Loire | commune de la couronne | 10,84            | 595 (2022)                        | 55                 | modifier les données · modifier les données |
| Tancon                        | 71533      | Saône-et-Loire | commune de la couronne | 9,48             | 556 (2022)                        | 59                 | modifier les données · modifier les données |

## Démographie
Cette aire est catégorisée dans les aires de moins de 50 000 habitants, une catégorie qui regroupe 12,2 % de la population au niveau national.